# レキップ

L'Equipe紙のロゴ

レキップ（仏: L'Équipe、「チーム」の意）は、フランス全土で発刊される日刊のスポーツ新聞で、エディシオン・フィリップ・アモリに所属する。本社は、ブローニュ＝ビヤンクール・スギャン島通り4番地にある。レキップ紙は主に、サッカー、ラグビー、モータースポーツ、自転車競技の報道で知られている。前身紙は、ロト（L'Auto）というスポーツ紙であった。
ロト紙は1903年に購買部数の上昇を狙って、自転車競技のツール・ド・フランスを設立した。マイヨ・ジョーヌと呼ばれる黄色いリーダージャージは、1919年のレースから着用されるようになった。これはロト紙発行に使われていた新聞紙の、特徴ある黄色を反映しての事だとされる。また、のちにUEFAチャンピオンズリーグとなる前身大会のUEFAチャンピオンズカップは、レキップ紙の記者ガブリエル・アノの発案であった。

## 歴史

### ロト・ヴェロ

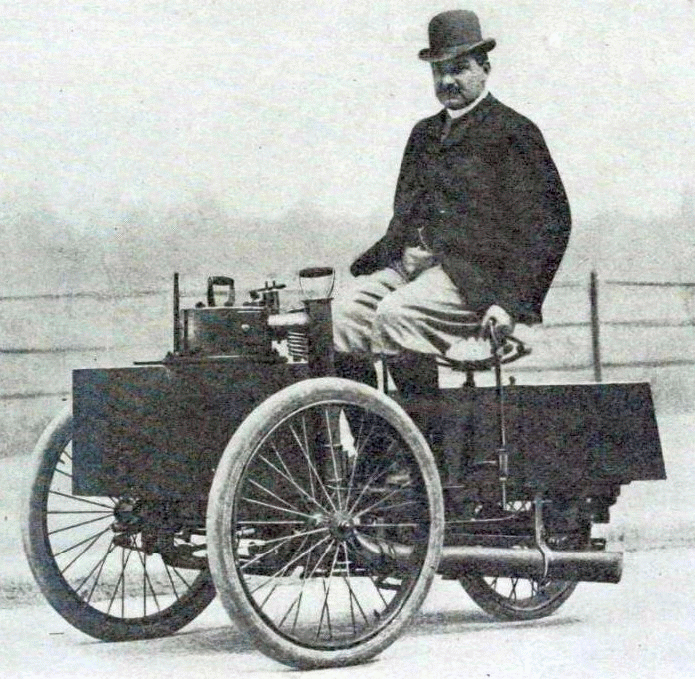
自社の初期の製品に乗るデ・ディオン。

レキップ紙の前身ロト紙の創刊は、アルフレド・ドレフュス、つまりドレフュス事件に深い関わりがある。戦後の困窮と反ユダヤ主義との中、フランスの旧敵ドイツへの通牒者としてドレフュスが訴えられ、彼が有罪か無罪か、社会を二分する論争となった。ドレフュスは不公正な裁判ののち監獄島へ追放され最終的には無罪を獲得したが、社会の分裂の様相は内紛に近いほどになり、現代フランス社会にもその大きな爪痕を残すこととなった。
フランス最大のスポーツ紙ル・ヴェロは、スポーツ報道に政治的コメントを交わらせた。編集長のピエール・ジファールは、ドレフュスの無実を信じて同様の発言も行い、主たる広告主から強烈な反発を受けた。自動車制作に携わるデ・ディオン伯爵や、実業家のアドルフ・クレモン、エデュアール・ミシュラン等である。ジファールの政見に失望した彼らは、ル・ヴェロの競合紙を創刊しようとした。編集者は著名な自転車競技選手アンリ・デグランジュであった。
デグランジュは自転車競技の戦略とトレーニングの本を出版し、クレモンのもとで広告ライターとして働いていた人物であった。デグランジュは意志は強かったが疑り深い性格で、彼の名の下に開催されるツール・ド・フランスの成功を確信できず、1903年の第1回レースに出場しなかったほどであった。

### ロト
1900年のロト・ヴェロ紙創刊から3年後、パリ法廷はその新聞名が、ライバル紙ジファールのル・ヴェロ紙に似過ぎているという判決を下した。
その結果、新しい新聞は「ヴェロ」を取って単にロト紙というようになった。ジファールが緑色の新聞紙を使用していたため、ロト紙は黄色い新聞紙に印刷した。
発行部数は不振だったが、それに対しては対応会議が1度開かれただけで、デグランジュはこれを「ジファールのくちばしを釘付けにするため」と称した。
社屋はパリのフォーブル - モンマルトル通りにあったが、その1階のオフィスで、ジェオ・ルフェーヴルという23歳の自転車記者兼ラグビー記者が、フランス中を回るレースを提案した。
その規模は他紙のレースをはるかに上回り、トラックレースの6日間レースに比肩しうるほどだった。
ツール・ド・フランスは新聞の成功につながった。発行部数はそれまでの25,000部から、1903年のレース後には65,000部に伸びた。
1908年には250,000部以上になり、1923年のレース期間には日に500,000部が売れた。
デグランジュによれば、最高販売部数は1933年のレース期間中に記録された854,000部であるという。
デグランジュは1940年に死去し、会社の所有はドイツの合弁企業に移った。
新聞はナチス占領軍に迎合する記事を掲載し始め、戦争が終結すると発刊は停止された。
ドイツの指示下で発行されていた新聞は、いずれも継続が許可されなかった。

### レキップ

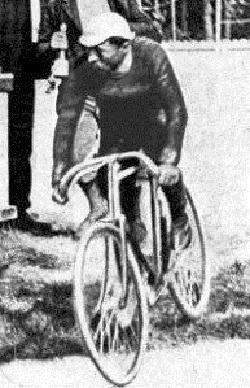
ツール・ド・フランス第1回優勝者のモリス・ガラン

1940年、デグランジュに代わってジャック・ゴーデが主筆となり、ツール・ド・フランスの名目上の主催者となった。彼は、大戦中にもレースを実施せよというドイツの要請を断っている（詳細はTour de France during the Second World Warを参照）。
ジャック・ゴーデは、ロト紙の初代財務部長ヴィクトル・ゴーデの息子に当たる。ゴーデは、フランス政府が起こした訴訟でロト紙を擁護したが、ドイツやその傀儡政権の主席フィリップ・ペタンに近かったのであれば、市民感情が無罪を許すはずはなかった。しかしゴーデは、レジスタンス新聞やパンフレットの印刷のために、ロト紙の印刷室を秘密裏に使用していたことを指摘し、後継紙のレキップを発刊することを許可された。ロト紙があった場所の道路を挟んで向かいの建物が占拠された。実質の所有はロトのものであった。元の新聞の資産は、国家の一時差し押さえを受けた。国家に命令された出版条件の1つは、レキップ紙の発行に、ロト紙を連想させる黄色い新聞紙ではなく、白い新聞紙を使用することであった。
新しい新聞は、1946年2月28日を皮切りに、週3回のペースで発行された。1948年からは日刊紙になった。レキップ紙は、レラン（L’Élan）、ル・スポル（Le Sport）各ライバル紙の廃刊に助けられた形となった。レキップ紙によるカーレースの報道記事では、「L'Auto」という単語をページのトップに印刷する際、戦前のロト紙の主タイトルに使われていたゴシック体で書くことで、その前身を暗示している。

### エミリアン・アモリ
1968年、レキップ紙はエミリアン・アモリ、アモリ新聞王の手に渡った。レキップ紙の記者には、ピエール・シャニィ、アントワーヌ・ブロンダン、ガブリエル・アノがいる。

### フィリップ・アモリ
1977年にエミリアン・アモリが死去すると、その息子と娘の間で6年に渡って遺産を巡る法廷闘争が繰り広げられた。この訴訟は最終的に、フィリップ・アモリが日刊紙を、娘がマリ・フランス（Marie-France）やポワン・ド・ヴュ（Point de Vue）といった雑誌を所有することで円満に決着した。フィリップはエディシオン・フィリップ・アモリ (EPA)を設立、グループにはレキップ紙、ル・パリジャン紙、オージュルディ紙が属していた。2006年にフィリップが死去し、グループは未亡人マリエ・オディールと子どもたちの手に渡った。

## 年譜
- 1980年 - レキップ紙は土曜版誌を発刊。
- 1998年8月31日 - レキップTVを創立。
- 2005年 - 土曜版に付録「スポーツとスタイル」が増える。
- 2006年 -「レキップ・フェミナン」が創刊。
- 2006年 - レキップ紙が月刊「ル・ジュルナル・デュ・ゴルフ」を買収。
- 2007年 - レキップ紙のウェブサイトに、若年層向けに「レキップ・ジュニオール」を開設。

## フランスでの購買記録
最多購買記録を達成したのは1998年7月13日、サッカーフランス代表がFIFAワールドカップで優勝した翌日である。1,645,907部数を販売した。
2番目の記録は2000年7月3日、サッカーフランス代表がヨーロッパ選手権で優勝した翌日である。1,255,633部を販売した。

## Champion of Champions賞
国際部門
| 年    | 受賞者                               | スポーツ         |
| ----- | ------------------------------------ | ---------------- |
| 1980  | エリック・ハイデン                   | スピードスケート |
| 1981  | セバスチャン・コー                   | 陸上競技         |
| 1982  | パオロ・ロッシ                       | サッカー         |
| 1983  | カール・ルイス                       | 陸上競技         |
| 1984  | カール・ルイス                       | 陸上競技         |
| 1985  | セルゲイ・ブブカ                     | 陸上競技         |
| 1986  | ディエゴ・マラドーナ                 | サッカー         |
| 1987* | ベン・ジョンソン                     | 陸上競技         |
| 1988  | フローレンス・グリフィス＝ジョイナー | 陸上競技         |
| 1989  | グレッグ・レモン                     | 自転車競技       |
| 1990  | アイルトン・セナ                     | フォーミュラ1    |
| 1991  | カール・ルイス                       | 陸上競技         |
| 1992  | マイケル・ジョーダン                 | バスケットボール |
| 1993  | ヌールディン・モルセリ               | 陸上競技         |
| 1994  | ロマリオ                             | サッカー         |
| 1995  | ジョナサン・エドワーズ               | 陸上競技         |
| 1996  | マイケル・ジョンソン                 | 陸上競技         |
| 1997  | セルゲイ・ブブカ                     | 陸上競技         |
| 1998  | ジネディーヌ・ジダン                 | サッカー         |
| 1999  | アンドレ・アガシ                     | テニス           |
| 2000  | タイガー・ウッズ                     | ゴルフ           |
| 2001  | ミヒャエル・シューマッハ             | フォーミュラ1    |
| 2002  | ミヒャエル・シューマッハ             | フォーミュラ1    |
| 2003  | ミヒャエル・シューマッハ             | フォーミュラ1    |
| 2004  | ヒシャム・エルゲルージ               | 陸上競技         |
| 2005  | ロジャー・フェデラー                 | テニス           |
| 2006  | ロジャー・フェデラー                 | テニス           |
| 2007  | ロジャー・フェデラー                 | テニス           |
| 2008  | ウサイン・ボルト                     | 陸上競技         |
| 2009  | ウサイン・ボルト                     | 陸上競技         |
| 2010  | ラファエル・ナダル                   | テニス           |
| 2011  | リオネル・メッシ                     | サッカー         |

*1987年のベン・ジョンソンは、ドーピング発覚により剥奪。

## 社主
- 1946-1984 : ジャック・ゴーデ (Jacques Goddet)
- 1984-1993 : ジャン＝ピエール・クールコル (Jean-Pierre Courcol）
- 1993-2002 : ポール・ルーセル (Paul Roussel)
- 2003-2008 : クリストフ・シュニュ (Christophe Chenut)
- 2008-現在　: フランソワ・モリニエール (François Morinière)

## 主筆
- 1946-1954 : マルセル・オジェ (Marcel Oger)
- 1954-1970 : ガストン・メイエル (Gaston Meyer)
- 1970-1980 : エドゥアール・セイドレ (Edouard Seidler)
- 1980-1987 : ロベール・パリアンテ (Robert Parienté)
- 1987-1989 : アンリ・ガルシア (Henri Garcia)
- 1989-1990 : ノエル・クエデル (Noel Couëdel)
- 1990-1992 : ジェラール・エルノー (Gérard Ernault)
- 1993-2003 : ジェローム・ビュロー (Jérôme Bureau)
- 2003-現在 : クロード・ドルッサン (Claude Droussent) 、ミシェル・ダロニ (Michel Dalloni)